# Pierre Dumoustier
Pour les articles homonymes, voir Dumoustier.
Le comte Pierre Dumoustier, né le 17 mars 1771 à Saint-Quentin (Picardie), mort le 15 juin 1831 à Nantes (Loire-Inférieure), est un général et homme politique de la Révolution et de l'Empire.

## Biographie
D'une très ancienne famille protestante originaire de Loudun, Pierre Dumoustier est le fils de Gabriel Dumoustier, banquier à Paris et négociant en toiles à Saint-Quentin, et de Louise Henriette Émilie Le Sérurier. Sa sœur Gabrielle, mariée au chevalier Pierre-Jacques-Samuel Chatry-Lafosse, président du Corps législatif, est la mère des généraux Jacques-Louis Chatry de Lafosse et Gabriel de La Fosse. Son autre sœur, Marie-Adélaïde, épouse Ferdinand Berthoud. Pierre Dumoustier naît dans l'hôtel particulier de ses parents, situé au no 22 de la rue des Canonniers,.
Il était éduqué à ‘Tonbridge School’, école privé, en Angleterre entre 1782 et 1785
Il s'engage comme simple soldat en 1793 au bataillon de réquisition de Saint-Quentin. Incorporé au 5e hussards à l'armée du Nord le 1er octobre 1794, il est blessé en septembre 1794. Il rejoint à Rennes le général Kriegg, commandant de l'armée des côtes de Brest et de Cherbourg, qui se l'attache en juin 1794 comme aide de camp provisoire quoiqu'il ne soit pas officier, et obtient pour lui le brevet de sous-lieutenant de hussards en juin 1796. Affecté à la Garde du Directoire en novembre 1796, puis conservé dans la Garde des consuls qui s'illustre à Marengo, il est promu lieutenant en juin 1797 puis capitaine en décembre 1798.
Fin août 1803, adjudant-commandant, il est chargé du commandement des quartiers généraux de Napoléon au camp de l'armée des côtes de l'Océan de Saint-Omer, où il s’acquiert l'estime du maréchal Duroc.

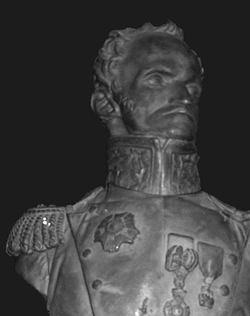
Buste du général Dumoustier.

Nommé en 1804 colonel du 34e régiment d’infanterie de ligne (division Suchet), avec lequel il parait aux batailles d'Ulm, d'Austerlitz, de Saalfeld, et d'Iéna, où il est blessé d’une balle à la jambe gauche après avoir dissipé avec son régiment une colonne de trois mille grenadiers, Pułtusk et Ostrołęka. Nommé général de brigade le 30 décembre 1806.
Après cette dernière campagne, il passe en Espagne en septembre 1808, présent au second siège de Saragosse. Il retourne en Allemagne en avril 1809, comme colonel en second du corps des chasseurs à pied de la garde impériale, sous les ordres de Curial, présent à la bataille d'Essling, puis commande la 1re brigade de la division de marche de la garde Curial à Wagram. Il retourne en Espagne en 1810 à la tête de quatre divisions de la jeune garde, et est fait général de division le 24 juin 1811.
Commandant de la 2e division de la jeune garde à la bataille de Lützen, sa division enlève dans la journée le village de Kaya et le soir repousse un houra de cavalerie, puis à Bautzen. Il est à Dresde le 26 août 1813. Chargé de repousser les troupes ennemies qui attaquaient la porte de Flauen avec une importante artillerie, il sort à la tête de la 1re division de la Jeune Garde sous le feu, reçut une décharge à mitraille, qui le blesse à la jambe droite et fait tomber son cheval sous cinq biscaïens ; malgré les douleurs de sa blessure, il reste jusqu'à minuit sur le champ de bataille. Il suit encore l'armée jusqu'à Mayence, mais alors Napoléon lui ordonne de rentrer dans l'intérieur pour se guérir de ses blessures. Il est fait comte de l’Empire le 28 novembre 1813. Il refuse la croix de Saint-Louis que lui offre en 1814 le gouvernement royal, et est cette année même, admis à la retraite.
Pendant les Cent-Jours, Napoléon le désigne pour être employé à la défense de Paris. Il siége à la Chambre des représentants pour le département de la Loire-Inférieure, élu le 12 mai 1815, et est un des commissaires choisis après les désastres de Waterloo pour porter à l'armée l'adresse de la chambre des représentants.
Rentré dans ses foyers à la Restauration, on le met en surveillance en l'exilant à Nemours. Lors de la révolution de 1830, quand les Nantais se soulèvent, ils pensent à lui pour les diriger. Alors que Desquinois, le commandant de la ville doit se retrancher chez lui avec les autorités, la Chambre de commerce prend la direction des affaires et place le général Dumoustier à la tête de la Garde nationale. Le 5 août 1830, il remplace Desquinois. Le 9 août, un courrier du Ministre de la guerre, signé du comte Maurice Étienne Germain, commissaire au département de la guerre, nomme officiellement Dumoustier commandant de la 12e division militaire, à Nantes. Le 13 août, un autre courrier de Maurice Étienne Germain informe Dumoustier que le roi Louis-Philippe Ier a « donné une entière approbation à tout ce que vous avez fait jusqu’ici », l’investit de « tous pouvoirs » et l’autorise « à prendre toutes les mesures que vous jugerez convenables ».
Il meurt à 60 ans, à Nantes, le 15 juin 1831, des suites d’un accident de cheval survenu pendant une tournée d'inspection aux environs de Beaupréau, le 25 avril précédent, qui lui cause une grave blessure au genou gauche.
Sa tombe se trouve dans le cimetière Miséricorde de Nantes (comme Cambronne), carré GG.

## Hommages
Son nom figure parmi les généraux inscrits sur l’Arc de triomphe de l'Étoile à Paris (colonne H sur le pilier nord, entre les avenues de la Grande-Armée et de Wagram). 
La place Dumoustier du centre-ville de Nantes porte également son nom.
Un médaillon le représentant se trouve dans le passage Pommeraye, à Nantes.

## Sources
- « Pierre Dumoustier », dans Charles Mullié, Biographie des célébrités militaires des armées de terre et de mer de 1789 à 1850, 1852 [détail de l’édition]
- « Pierre Dumoustier », dans Adolphe Robert et Gaston Cougny, Dictionnaire des parlementaires français, Edgar Bourloton, 1889-1891 [détail de l’édition]